# Louis-Charles Bisson
Pour les articles homonymes, voir Bisson.
Louis-Charles Bisson (né à Geffosses le 10 octobre 1742, mort à Bayeux le 28 février 1820) est un ecclésiastique qui fut évêque constitutionnel du Calvados de 1799 à 1801.

## Biographie
Louis-Charles Bisson est issu d'une famille de paysans aisés. Il fait ses études au collège de Coutances, où il acquiert le goût des Lettres. Ordonné prêtre, il reçoit à 27 ans, la cure de Saint-Louët-sur-Lozon près de Saint-Lô qu'il dirige jusqu'à la Révolution française. Il prête en 1791 le serment exigé par la Constitution civile du clergé, et devient l'un des principaux vicaires du nouvel évêque constitutionnel de la Manche François Bécherel qu'il remplace lorsque celui-ci siège à l'Assemblée constituante. En 1794 il est arrêté avec son évêque et onze autres vicaires épiscopaux. Il est détenu pendant dix mois. Épouvantés par les menaces du proconsul Jean-Baptiste Le Carpentier, dix des vicaires renoncent au sacerdoce. Comme Julien Jean-Baptiste Duchemin il refuse de remettre ses lettres de prêtrise et n'est libéré qu'après le 9 thermidor an II (27 juillet 1794).
Après la mort de Duchemin en 1799, il est choisi pour lui succéder comme évêque constitutionnel du Calvados. Il est sacré à Paris le 6 octobre 1799 et entre à Bayeux le 20 du même mois. Il assiste en 1800 au Concile provincial de Rouen et l'année suivante au Concile national de Paris. Après le Concordat il se démet le 12 octobre 1801 entre les mains du cardinal Giovanni Battista Caprara, légat pontifical a latere et assure l'intérim de l'épiscopat jusqu'à l'arrivée du nouvel évêque concordataire de Bayeux Mgr Charles Brault qui le nomme chanoine de la cathédrale, fonction qu'il n'exerce pas. Il se retire avec quelques anciens prêtres constitutionnels et s'adonne à la piété et à la littérature. 
Il meurt à Bayeux le 28 février 1820.

## Œuvres
- Mémoire sur les changements que la mer a apportés au littoral du Calvados.
- Almanach de Coutances.
- Almanach du Calvados pour l'an 12 (1803-1804).
- Instructions sur le Jubilé, Caen, 1802, in-12°.
- Méditations sur les vérités fondamentales de la religion chrétienne, ibid., 1807, in-12°.
- Éloge du général Dagobert, manuscrit.
- Pensées chrétiennes pour tous les jours de l'année.
- Histoire ecclésiastique du diocèse de Bayeux pendant la Révolution.
- Dictionnaire biographique des départements de la Manche, du Calvados et de l'Orne.